# Вогняний лорд
«Вогняний лорд» (англ. Firelord) — роман у жанрі історичне фентезі американського письменника Парка Ґодвіна, вперше надрукований у 1980 році. Роман розповідає легенду про Короля Артура.

## Нагороди
У 1980 році був номінований на Всесвітню премію фентезі. Згодом роман було надруковано в Німеччині (нім. Feuerkönig - Die Camelot-Chronik). Також був номінований на премії «Барлог» та «Локус».

## Місце «Вогняного лорду»
«Улюблене вигнання» (1984) — друга книга у трилогії «Вогняний лорд». Вона та «Вогняний лорд» були надруковані в Німеччині під назвою нім. Feuerkönig; Die Erbin von Camelot.

## Оповідання
У 1988 році Парк Ґодвін написав «Уалланнах — запрошення до Камелота». Дещо згодом у Лондоні видавець Майк Ешлі надрукував це оповідання під назвою «Хроніки круглого столу».

## Сюжет
Роман розпочинається з оповіді смертельно пораненого Артура, який диктував спогад монаху в монастирі після битви при Камлані. У яскравих спогадах читач поринає у юні роки Артура, його першу зустріч з Мерліном, піднесення під час службм верховному королю бриттів Амвросію Авреліану, військові походи проти саксів та його можливий крах.
Незважаючи на деякі елементи фентезі, Ґодвін прагне розповісти історію короля Артура з історично точної точки зору, спираючись на власні дослідження, включаючи археологічні поїздки в різні куточки Англії. Він повертає артуріанських персонажів до періоду часу та місця, в якому вони могли б насправді проживати — постримського Уельсу та Корнуолла V століття. Він використовує історично достовірні відповідники латинських та бритонських імен для персонажів, таких як Артос та Арторій для Артура, Гвенхвіфар для Ґвіневераи та (ймовірно) Анцелій — Ланселот.
Морган ле Фей, названий Моргана, є симпатичним персонажем у «Вогняному лорді». Вона представлена як полум'яний вождь диких людей Прідн, які живуть на північ від Адріанового валу. Однак, Ґвіневера — головний жіночий персонаж. Центральним мотивом роману Годвіна є те, що Артур розривається між його прагненням до простої радості кохання й сім'ї (в особі Моргани) та амбіцією прийняти свою долю та стати імператором Британії (в особі Ґвіневера).

## Видання
- Firelord, Avon Books, ISBN 0-380-77551-4